# Энтин, Лев Матвеевич
Лев Матве́евич Э́нтин (4 июня 1928, Гомель, Белорусская ССР — 8 апреля 2025, Москва) — советский и российский правовед и юрист-международник, специалист по проблемам конституционного и европейского права. Доктор юридических наук, заслуженный деятель науки Российской Федерации, профессор Института европейского права Московского государственного института международных отношений (университета) МИД России.

## Биография
Отец — Матвей Исаакович Энтин (1903—1953), уроженец Рогачёва, офицер-пограничник (последнее воинское звание — полковник). Лев Энтин провёл детство в местах службы отца: в Белоруссии в 1928—1939 гг., затем во Львове и Кишинёве, где семью застала война; был эвакуирован с матерью и братом в Тамбовскую область. Отец до декабря 1941 года проходил службу в Войсках охраны тыла Южного фронта, затем был переведён на Кавказ и забрал семью к себе. Лев Энтин учился в средних школах Баку, Еревана, Тбилиси и Владивостока.
В 1951 году окончил с отличием международно-правовой факультет МГИМО МИД СССР.
В 1951—1961 годах — преподаватель, доцент Таджикского университета. В 1957 году защитил кандидатскую диссертацию в Институте права им. А. Я. Вышинского АН СССР на тему: «Устройство французского союза».
В 1962—1965 годах — доцент Московского государственного пединститута иностранных языков им. М. Тореза. С 1965 года — доцент, а после защиты докторской диссертации «Крушение французского колониализма и становление национальной государственности народов Тропической Африки», с 1967 года — профессор МГИМО МИД России.
Впоследствии Л. М. Энтин более двадцати лет работал и преподавал за рубежом: в 1967—1969 годах в Республике Мали. В 1971—1975 годах — в Народной Республике Конго; в 1988—1992 годах — в Бельгии. Был приглашённым профессором Сорбонны (университет Париж-I, 1988) и Лувенском католическом университете (1988—1992), читал лекции в других европейских университетах.
Л. М. Энтин участвовал в работе Конституционного Совещания Российской Федерации 1993 года, подготовившего проект Конституции Российской Федерации. По поручению Совета Европы возглавлял группу независимых российских экспертов по проверке соответствия российского законодательства и практики положениям Конвенции о защите прав человека и основных свобод.
Преподавал в МГИМО МИД РФ. С 1996 года директор Института европейского права и заведующий кафедрой европейского права МГИМО МИД РФ, член учёного совета университета. Научный руководитель магистратуры Института европейского права, созданного при его участии.
Член двух диссертационных советов при МГИМО.
В 2005 году присвоено звание Почётного профессора МГИМО.
В 2008 году «за многолетний и добросовестный труд в системе МИД России» ему было присвоено звание Почётного работника МИД России.
Сын — дипломат, профессор МГИМО М. Л. Энтин (род. 1955).
Скончался 8 апреля 2025 года на 97-м году жизни. Будет похоронен 14 апреля на Троекуровском кладбище.

## Научная деятельность
Л. М. Энтин — заслуженный деятель науки России, известный специалист по проблемам конституционного права и государственного строительства зарубежных стран, а также по проблемам европейского права.
Является экспертом Высшей аттестационной комиссии Министерства образования и науки Российской Федерации.

## Награды
- Орден Дружбы (10 сентября 2018) — За заслуги в научно-педагогической деятельности, подготовке высококвалифицированных специалистов и многолетнюю добросовестную работу[5]

## Основные работы
- Конституции государств Африки. — М.: Иностранная литература, 1963. 3 тома, Энтин Л. М. — составитель, редактор, автор комментариев.
- Крушение империи. — М.: Международные отношения, 1965 г. — 198 с.
- Становление независимой государственности народов Западной и Центральной Африки. — М.: Наука, 1966.
- Энтин Л. М., Сосна С. А. Национально-демократическое государство и экономический прогресс. — М.: Наука, 1971.
- Политические системы развивающихся стран: государство и политические партии в странах Азии и Африки. — М.: Международные отношения, 1978. — 264 с. — 13000 экз.
- Политические системы стран Тропической Африки: Учеб. пособие. — М.: МГИМО, 1981. — 108 с.
- Ильинский И. П., Мишин А. А., Энтин Л. М. Политическая система современного капитализма. — М.: Международные отношения, 1983. — 303 с.
- Энтин Л. М., Старушенко Г. Б., Косухин Н. Д. и др. Политические партии современной Африки: справочник / отв. ред. Ан. А. Громыко. — М.: Наука, 1984. — 222 с.
- Гречко Н. В., Ильинский И. П., Кожемяков А. С. и др. Конституционно-правовой механизм осуществления внешней политики государств / Редкол.: Л. М. Энтин (отв. ред.) и др. — М.: Международные отношения, 1986. — 303 с.
- Энтин Л. М., Энтин М. Л. Политология развития и освободившиеся страны: Критика немарксистских концепций. — М.: Наука, 1986. — 280 с.
- Энтин Л. М., Даниленко В. Н., Баглай М. В. и др. Государственное право буржуазных и освободившихся стран / Под ред. И. П. Ильинского, Л. М. Энтина. — 2-е изд., перераб. и доп. — М.: Международные отношения, 1988. — 478 с. — ISBN 5-7133-0107-9.
- Энтин Л. М., Яблочков Л. Д., Гусаров В. И. и др. Социальная политика государств Африки / Редкол.: Л. М. Энтин (отв. ред.) и др. — М.: Наука, 1988. — 215 с.
- Разделение властей: Опыт современ. государств. — М.: Юрид. лит., 1995. — 174 с. — ISBN 5-7260-0776-X.
- Энтин Л. М., Наку А. А., Водолагин С. В. и др. Европейское право: Учеб. для вузов / Рук. авт. коллектива и отв. ред. Л. М. Энтин. — М.: НОРМА-ИНФРА-М, 2000, 2002, 2004. — 699 с. — ISBN 5-89123-433-5.
- Энтин Л. М. и др. Европейское право: право Европейского Союза и правовое обеспечение защиты прав человека: учеб. для вузов / Рук. авт. кол. и отв. ред. Л. М. Энтин. — 2-е изд., пересмотр. и доп. — М.: Норма, 2005, 2008. — 939 с. — ISBN 5-89123-918-3.
- Энтин Л. М. и др. Актуальные проблемы европейского права: учебное пособие. — Рязань: Рязанский гос. пед. ун-т им. С. А. Есенина, 2005. — 135 с. — ISBN 5-88006-406-9.
- Энтин Л. М. и др. Актуальные проблемы европейского права: учебное пособие / Гл. ред. Д. И. Фельдштейн. — М.: Флинта: Московский психолого-социальный ин-т, 2008. — 161 с. — ISBN 978-5-9765-0172-0.
- Право Европейского Союза. Новый этап эволюции: 2009—2017 годы. — М.: Аксиом, 2009. — 300 с. — ISBN 978-5-904032-05-0.
- Отношения Россия — ЕС на пороге перемен = RF-EU relations on the eve of change: liber amicorum в честь профессора Л. М. Энтина / Подгот. Барабанов, Олег Николаевич и др. — М.: Аксиом: Европейский учебный ин-т МГИМО, 2009. — 557 с. — ISBN 978-5-904032-02-9.
- Энтин Л. М. и др. Европейское право. Право Европейского Союза и правовое обеспечение защиты прав человека: учебник для студентов вузов / Рук. авт. кол. и отв. ред. Л. М Энтин. — 3-е изд., пересмотр. и доп. — М.: Норма: ИНФРА-М, 2011. — 959 с. — ISBN 978-5-468-00326-8.
- Энтин Л. М., Баглай М. В., Лейбо Ю. И. Конституционное право зарубежных стран. 3-е издание, — М.: Норма, 2011.